# Girls' Frontline
Girl's Frontline (chino simplificado: 少女前线; Chino tradicional: 少女前線) es un videojuego de rol táctico para móviles desarrollado por MICA Team, una empresa oriunda de China. Se trata de un juego de tipo antropomorfismo moe, en el que el jugador tiene a su disposición controlar androides, conocidos en el juego como "T-Dolls" o "Tactical Dolls (literalmente, muñecas tácticas)", cada una de las T-Dolls representa un arma de fuego del mundo real. El juego fue lanzado en China el 20 de mayo de 2016, y en Hong Kong y Taiwán, el 18 de enero de 2017. También fue lanzado en Corea del Sur el 30 de junio de 2017. SUNBORN Network Technology a publicado tanto en inglés y la versión en japonés el 8 de mayo de 2018 y el 1 de agosto de 2018, respectivamente, con la versión Japonesa bajo el título de Dolls Frontline debido a que Girl's Frontline ya era poseída por otra empresa.
Este juego es una precuela de otro desarrollado por la misma empresa, Codename: Bakery Girl, que salió a la venta en 2004.

## Modo de juego
En general, el juego gira en torno al uso de la mecánica de videojuego gacha para ensamblar escuadras de T-Dolls, conocidos como echelons, y enviarlos a la batalla para completar misiones de combate, simulaciones o tareas de apoyo logístico. Como se mencionó anteriormente, cada uno de los personajes son antropomorfismos femeninos de armas de fuego del mundo real (por ejemplo, Vector es un KRISS vector, Gr G3 es un HK G3 o Spitfire siendo un Spitfire JSP).
El combate en el juego se realiza utilizando T-Dolls en equipos conocidos como echelons. Cada echelon se compone de una a cinco T-Dolls dispuestas en una formación, que ocupa una cuadrícula de 3x3. Cada T-Doll tiene una posición única en la cuadrícula y su posición influirá en la forma en que son atacados por los enemigos y en la bonificación de formación de la T-Doll. Cada T-Doll tiene un efecto de aura que mejora las habilidades de otras T-Dolls que están adyacentes, o en diagonal, a la T-Doll. La mayoría de los T-Dolls mejoran sólo otro tipo de T-Doll (por ejemplo, los T-Dolls de tipo AR mejorarán los T-Dolls de tipo SMG) pero existen excepciones como M4A1, cuyos bonos de formación afectan a otros T-Dolls de tipo AR.
Además de la bonificación de formación pasiva de los T-Doll, los T-Doll también tienen una habilidad activa que varía de T-Doll a T-Doll; algunas habilidades de T-Doll afectan a su habilidad defensiva u ofensiva, proporcionan bonificaciones a los aliados, efectos negativos a los enemigos, o son directamente dañinos, como usar un lanzagranadas integrado.
El jugador desempeña el papel de un comandante recién reclutado de un área, encargado de reunir y comandar a los T-Dolls en batalla, y organiza los echelons así como los arreglos para el bienestar de los T-Dolls. Las batallas son una mezcla de rompecabezas de estrategia por turnos en un mapa con enemigos que pueden moverse, nodos de elementos aleatorios y nodos de helipuertos/comandos, desde los que el jugador puede convocar a sus propios escalones, o llamar a escalones de apoyo amigos, que son escalones que el amigo del jugador establece en su perfil para que otros los usen, y batallas en tiempo real con los escalones enemigos. Las batallas son en su mayor parte automatizadas, aunque el jugador puede activar las habilidades especiales de las T-Dolls manualmente si lo desea, u ordenarlos a diferentes puntos en formación (que el jugador puede organizar fuera de batalla para que se establezcan como la formación por defecto al entrar en una batalla) o para retirarse con el fin de conservar la salud o los recursos). Los jugadores también tienen la opción de retirar a determinados escalones de la misión si así lo desean. El juego progresa jugando en las misiones de campaña, misiones de apoyo logístico o simulaciones de combate para subir de nivel a cada T-Doll. El juego también incluye elementos de gacha, como en la producción y producción pesada de T-Dolls y su equipo, o en el dormitorio con trajes y muebles para las T-Dolls. La mecánica de la gacha frecuentemente es aumentada por eventos que operan en una base de tiempo limitada con tasas de caída para ciertos T-Dolls o varios decorados y disfraces que están disponibles por un tiempo limitado, antes de que otros pocos decorados y disfraces sean revelados y añadidos. Después de un tiempo, los viejos trajes de los eventos de gacha anteriores se añadirán a la tienda "Black Card", donde los jugadores pueden intercambiar una cantidad de Tarjetas Negras (obtenidas de regalar T-Dolls, un disfraz duplicado que ya ha sido regalado anteriormente) por un disfraz de un juego de gacha anterior. Los jugadores pueden personalizar sus dormitorios con muebles e interactuar con versiones animadas Chibi de los T-Dolls en el echelon correspondiente a ese dormitorio. También pueden regalar la comida y el disfraz de los T-Dolls, lo que aumenta el afecto de los T-Dolls. El afecto también se gana con el éxito en la batalla, y se pierde cuando los T-Dolls mueren (a menos que sea una batalla de jefes) o cuando muere otro T-Doll en el mismo escalón.

## Trama
En 2062, la IA de Sangvis Ferri, sus T-Dolls (Muñecas Tácticas que se usan para luchar en lugar de los humanos, debido a que la mayor parte de la tierra es inhabitable debido a una guerra nuclear) y los robots, de repente se rebelaron matando a sus amos humanos y comenzaron a conquistar las naciones cercanas. En respuesta, Grifon y Kryuger fueron contratados para impedir que las fuerzas de Sangvis Ferri invadieran otras naciones, luego contenerlas y eliminarlas. El jugador asume el papel de un Comandante de G&K recientemente promovido en la batalla contra las fuerzas de Sangvis Ferri. Mientras que la historia del juego trata de la guerra entre G&K y SF, también se centra en otros personajes, como el AR (Anti-Rain) Team, el principal echelon de G&K está compuesto por M4A1, M16, ST AR-15 y SOPMOD II. y el escuadrón 404, que es un equipo de operaciones encubiertas T-Doll de G&K, compuesta de T-Doll con relaciones a Heckler y Koch: UMP45, UMP9, HK416 y G11.

## Colaboraciones
El juego tiene varias colaboraciones con otras compañías de juegos. El 4 de septiembre de 2018, el juego de ritmo PS4, DJMax Respect presentó tres canciones de Girls' Frontline como DLC.
El 9 de noviembre de 2018, Girls' Frontline anunció un evento cruzado con Arc System Works el 20 de noviembre donde Noel Vermillion y Elphelt Valentine de BlazBlue y Guilty Gear respectivamente aparecerían en el juego como aliados reclutables.
El 11 de enero de 2019, Sukeban Games anunció su novela visual anime cyberpunk, VA-11 HALL-A, en colaboración con Girls' Frontline.